# Norway Jackes
Norway Baldwin Jackes (Toronto, 8 giugno 1881 – Port Hope, 8 luglio 1964) è stato un canottiere canadese.
Ha vinto la medaglia di bronzo olimpica nel canottaggio alle Olimpiadi 1908 tenutesi a Londra, nella gara di Due senza maschile con Frederick Toms.